# Правда про дев'яту роту
Правда о девятой роте — відеогра, інтерактивна реконструкція історичного бою, що відбувався в ніч з 7 на 8 січня 1988 року в південному Афганістані між бійцями дев'ятої роти 345-го окремого парашютно-десантного полку і загонами афганських вояків.
Розробкою займалась студія Extreme Developers, продюсовала проект студія KranX Productions, а видала гру фірма «1С». Дмитро Пучков є автором ідеї.

## Ігровий процес
Гра складається з семи епізодів, що відновлюють ключові моменти бою на висоті 3234. В кожному епізоді перед гравцем поставлені ті ж бойові задачі, що виконувались захисниками висоти. Епізоди слідують згідно з перебігом подій під час бою.

## Відгуки
| Видання      | Оцінка |
| ------------ | ------ |
| Game Players | 1,5/5  |

Від українського журналу Gameplay гра отримала оцінку 1,5/5. Було відзначено завищену складність, а також те, що заявлена «документальність» зумовила потребу в піксель-хантінгу, що в свою чергу негативно відзначилося на геймплеї. Гру було охарактеризовано як
|  | Снулый топорный шутер, умело прикрывающийся ширмой национальной идеи. |